# Abou Diaby
Vassiriki Abou Diaby (ur. 11 maja 1986 w Paryżu) – francuski piłkarz pochodzenia iworyjskiego, który grał na pozycji środkowego lub lewego pomocnika. W latach 2007–2012 reprezentant Francji. Uczestnik Mistrzostw Świata 2010. Większość swojej kariery spędził w angielskim Arsenalu.

## Kariera klubowa

### Początki
Diaby urodził się w Paryżu. Jako dziecko był kibicem Olimpique Marsylia. Swoją karierę piłkarską rozpoczął w juniorskiej drużynie miejscowego Red Star Paryż. W wieku 13 lat dołączył do szkółki piłkarskiej miejscowego Paris Saint-Germain. Dwa lata później rozpoczął grę w akademii piłkarskiej Centre Technique National Fernand Sastre.

### Auxerre
W roku 2003 dołączył do ekipy AJ Auxerre i w tym samym roku został mistrzem Francji w kategorii U-16. Początkowo grał w drużynie rezerw.
Zawodowy kontrakt z drużyną Auxerre podpisał w roku 2004. W pierwszym zespole zadebiutował 14 sierpnia 2004 roku w wygranym 3:1 spotkaniu ze Stade Rennais. W sezonie 2004/2005 zagrał jeszcze w czterech ligowych meczach. Jego zespół rozgrywki zakończył na ósmym miejscu w tabeli, zdobył jednak Puchar kraju. Z tego powodu Auxerre awansowało do Pucharu UEFA. W sezonie 2004/2005 Francuski klub również uczestniczył w tych rozgrywkach, dotarł w nich do ćwierćfinału, a Diaby zagrał w dwóch spotkaniach. W lipcu 2005 roku Auxerre przegrało 1:4 w finale Superpucharu Francji z Olympique Lyon.
10 września 2005 roku w przegranym 3:1 meczu ze Stade Rennais Diaby zdobył swoją pierwszą bramkę dla Auxerre. W sezonie 2005/2006 wystąpił jeszcze w czterech ligowych spotkaniach. Jego zespół rozgrywki zakończył na 6. miejscu w tabeli. Auxerre nie przeszło jednak pierwszej rundy Pucharu UEFA, przegrywając w niej z Lewskim Sofia. Diaby wystąpił w obydwu spotkaniach.

### Arsenal

#### Sezon 2005/06
12 stycznia 2006 Diaby przeszedł do Arsenalu za sumę 2 milionów funtów. Wcześniej podobno odrzucił ofertę rywali Arsenalu – Chelsea. Otrzymał koszulkę z numerem 2, którą poprzednio nosił Lee Dixon, który zakończył karierę w roku 2002.
W drużynie Arsenalu zadebiutował jako zmiennik 21 stycznia 2006 roku w przegranym 1:0 meczu z Evertonem. Następnie Diaby opuścił ławkę rezerwowych i 1 kwietnia w wygranym 5:0 pojedynku z Aston Villą zdobył swoją pierwszą bramkę dla klubu, kiedy to został wystawiony zamiast nowo przybyłego Emmanuela Adebayora. Miesiąc później, 1 maja w ligowym spotkaniu z Sunderlandem doznał kontuzji kostki z przemieszczeniem w wyniku starcia z Danym Smithem. Musiał pauzować przez osiem miesięcy.

#### Sezon 2006/07

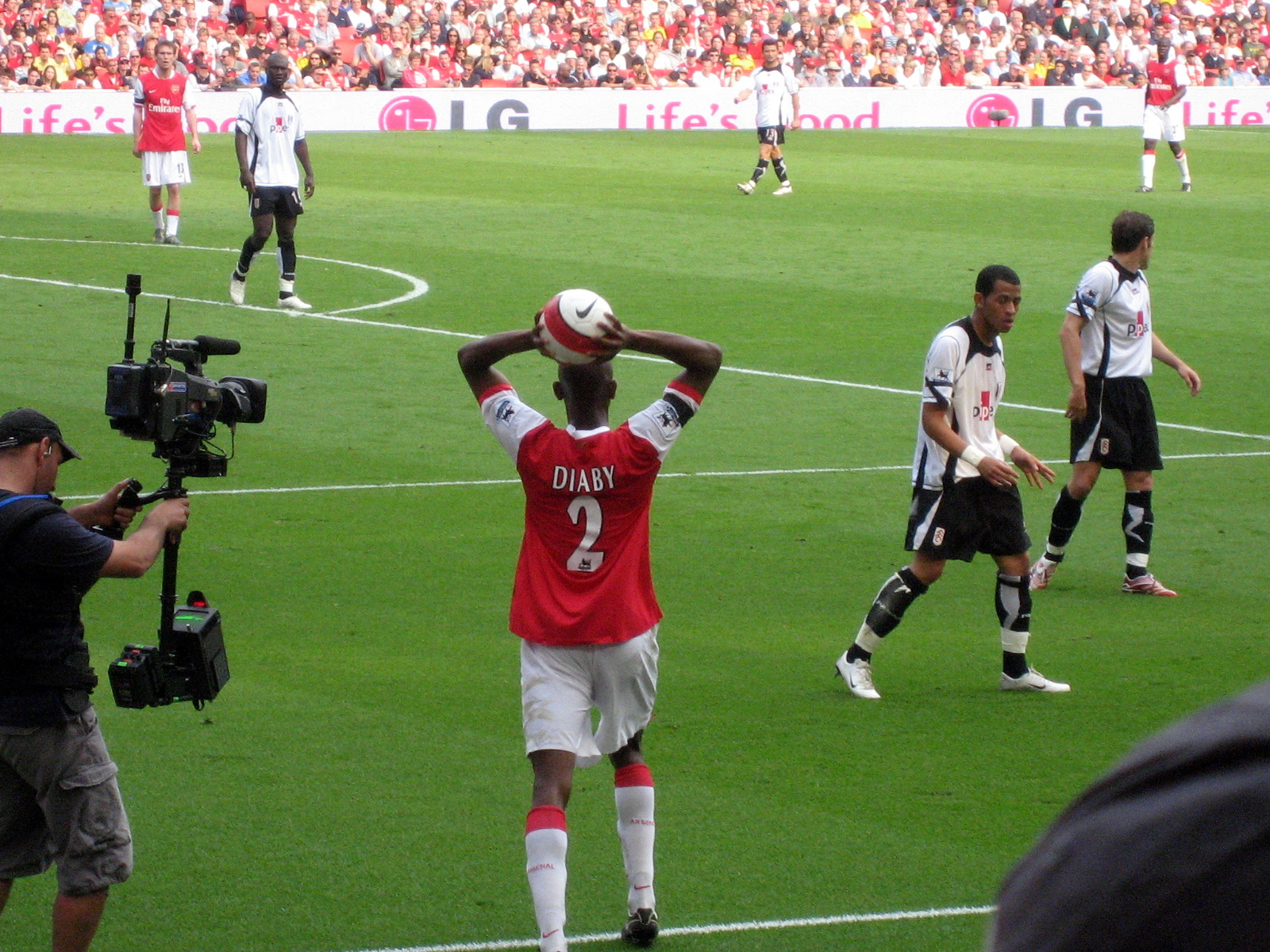
Diaby wyrzuca piłkę z autu w meczu z Fulham w trakcie sezonu 2006/07

Do składu powrócił 9 stycznia 2007 roku, kiedy to zmienił Theo Walcotta w wygranym 6:3 spotkaniu z Liverpoolem w ćwierćfinale Pucharu Ligi.
25 lutego w przegranym 2:1 z Chelsea finale tych rozgrywek w Cardiff Diaby zderzył się przypadkowo z Johnem Terrym. Stopa Diaby’ego uderzyła z dużą siłą w lewą stronę szczęki Terry’ego, po czym padł on nieprzytomny na murawę na kilka minut. Kapitana Chelsea umieszczono w szpitalu, ale zwolniono go jeszcze tego samego popołudnia, nie stwierdziwszy poważniejszych obrażeń.

#### Sezon 2007/08
Jego start w sezonie 2007/08 był błyskotliwy. Arsène Wenger ustawiał go na lewym skrzydle aby poprawił umiejętność gry lewą stopą, przegląd sytuacji i szybkość podejmowania decyzji, czego czasem brakowało mu gdy grał w środku pola. Rozpoczął mocnym uderzeniem w meczu z Derby County. W tym spotkaniu grał w miejscu kontuzjowanego Rosický'ego i zdobył bramkę z 25 metrów.
21 grudnia 2007 zdobył swoją pierwszą bramkę w Lidze Mistrzów w meczu ze Steauą Bukareszt, otwierając wynik spotkania. Mecz zakończył się zwycięstwem Arsenalu 2:1. 29 marca 2008 w meczu z Boltonem Wonderers otrzymał pierwszą czerwoną kartkę w karierze za faul na Grétaru Steinssonie.
W drugiej części sezonu podobno zainteresowany był nim Inter Mediolan i Juventus F.C., jednak agent Diaby’ego zdementował te pogłoski.
8 kwietnia w spotkaniu z Liverpoolem zdobył swoją drugą bramkę w Lidze Mistrzów. Następnie doznał kontuzji.

#### Sezon 2008/09
Po odejściu Flaminiego do A.C. Milan, Diaby rywalizował z Denílsonem i Alexandrem Songiem o miejsce w środku pomocy wraz z Fàbregasem, jednak na początku sezonu doznał kontuzji.
Od czasu jego powrotu do pierwszej drużyny, Diaby wypracował akcję, z której Theo Walcott zdobył bramkę w wygranym 3:1 meczu z Evertonem, kiedy to wszedł jako rezerwowy na 6 minut przed zakończeniem spotkania. 21 października w wygranym 5:2 grupowym spotkaniu Ligi Mistrzów z Fenerbahçe SK strzelił w 22. minucie swoją trzecią bramkę w tych rozgrywkach, a także został wybrany najlepszym piłkarzem pojedynku.

## Kariera reprezentacyjna
Diaby zaliczył 14 występów w reprezentacji Francji U-19 i był jej kapitanem podczas Mistrzostw Europy 2005, na których jego kraj odniósł zwycięstwo. W lutym 2006 roku zadebiutował w kadrze U-21, w której wystąpił jeden raz.
Z powodu złamania kostki z przemieszczeniem Diaby opuścił finał Ligi Mistrzów 2005/06 z FC Barceloną i Mistrzostwa Europy U-21, w których oczekiwano, że zagra.
15 marca 2007 został powołany do seniorskiej kadry Francji na jej nadchodzące mecze. 24 marca zadebiutował w kadrze A, kiedy to zmienił Florenta Maloudę w meczu eliminacji do Euro 2008 z Litwą. Drugi raz w reprezentacji Diaby wystąpił w wygranym 1:0 meczu z Austrią. Grał tam przez 57 minut.

## Sukcesy
Auxerre
- Zwycięstwo
  - Puchar Francji: 2005[7]

Arsenal
- Zwycięstwo
  - Emirates Cup: 2007[19]
  - Amsterdam Tournament: 2007[20], 2008[21]
- Finalista
  - Puchar Ligi Angielskiej: 2007[22]

## Statystyki

### Klubowe
Stan na koniec sezonu 2009/2010
| Klub       | Sezon   | Liga    | Liga | Puchary krajowe | Puchary krajowe | Europejskie puchary | Europejskie puchary | Łącznie | Łącznie |
| Klub       | Sezon   | Występy | Gole | Występy         | Gole            | Występy             | Gole                | Występy | Gole    |
| ---------- | ------- | ------- | ---- | --------------- | --------------- | ------------------- | ------------------- | ------- | ------- |
| AJ Auxerre | 2004/05 | 5       | 0    | ––              | ––              | 2                   | 0                   | 7       | 0       |
| AJ Auxerre | 2005/06 | 5       | 1    | ––              | ––              | 2                   | 0                   | 7       | 1       |
| AJ Auxerre | Łącznie | 10      | 1    | ––              | ––              | 4                   | 0                   | 14      | 1       |
| Arsenal    | 2005/06 | 12      | 1    | 2               | 0               | 2                   | 0                   | 16      | 1       |
| Arsenal    | 2006/07 | 12      | 1    | 5               | 0               | 1                   | 0                   | 18      | 1       |
| Arsenal    | 2007/08 | 15      | 1    | 7               | 1               | 6                   | 2                   | 28      | 4       |
| Arsenal    | 2008/09 | 24      | 3    | 5               | 0               | 7                   | 1                   | 36      | 4       |
| Arsenal    | 2009/10 | 30      | 6    | 1               | 0               | 10                  | 1                   | 41      | 7       |
| Arsenal    | Łącznie | 93      | 12   | 20              | 1               | 26                  | 4                   | 139     | 17      |
| Łącznie    | Łącznie | 103     | 13   | 20              | 1               | 30                  | 4                   | 153     | 18      |

### Reprezentacyjne
Stan na 2 maja 2009
| Reprezentacja | Rok     | Występy | Gole |
| ------------- | ------- | ------- | ---- |
| Francja       | 2007    | 2       | 0    |
| Łącznie       | Łącznie | 2       | 0    |